# San Pedro Félix de Rubián
Rubián (llamada oficialmente San Fiz de Rubián) es una parroquia española del municipio de Bóveda, en la provincia de Lugo, Galicia.

## Otras denominaciones
La parroquia también es conocida por el nombre de San Pedro Félix de Rubián.

## Límites
Limita con las parroquias de Cubela y Noceda al norte, Tuimil al este, Rubián al sur y Villarbuján al oeste.

## Historia
Aparece relacionada con el monasterio de Samos en una bula de confirmación del Papa Alejandro III, del año 1175, por la que los monjes pueden seguir disfrutando de los derechos jurisdiccionales que les correspondían desde antiguo.

## Organización territorial
La parroquia está formada por tres entidades de población:

### Entidades de población
Entidades de población que forman parte de la parroquia:
- Eimer
- San Fiz

### Despoblado
Despoblado que forma parte de la parroquia:
- Gruñedo (O Gruñedo)

## Demografía
| Gráfica de evolución demográfica de Rubián entre 2000 y 2019 |
|                                                              |
| Datos según el nomenclátor publicado por el INE.             |

## Lugares de interés
- Iglesia parroquial del siglo XVI, aunque muy reformada, presenta planta rectangular. La capilla mayor se separa de la nave por un arco de medio punto, estando la sacristía pegada a su lado norte.
- Casa Torre de Eimer, con capilla. No se conserva la torre de la casa, aunque consta como reconstruida en el siglo XVII, ni la solana. Conserva un escudo de mármol en la fachada este.
- Casa Torre do Gruñedo.